# Ajutor social
Ajutorul social este un ajutor financiar, plătit în fiecare lună persoanelor sau familiilor care nu au o altă sursă de venit.

## Principalele etape ale formării
Nevoia de ajutorului socială a apărut simultan cu apariția societății umane. În orice societate, indiferent de structura ei economică și politică, există întotdeauna oameni care, din cauza caracterului natural, independent de motivele lor, nu pot, prin eforturile proprii, să obțină sursa mijloacelor lor de subzistență. Printre acești oameni sunt, mai presus de toate, copiii și vârstnicii. În plus, orice persoană care și-a pierdut capacitatea de a munci temporar sau permanent din cauza unei tulburări de sănătate poate umple rândul persoanelor cu handicap. Odată cu dezvoltarea societății și complicarea legăturilor sociale, numărul motivelor pentru nevoia unei persoane de a beneficia de asistență socială crește și mai mult pe cele determinate de natura relațiilor economice care prevalează în societate, generând șomaj, inflație, sărăcie.
Securitatea socială ca o anumită formă de susținere a vieții oamenilor are tipuri istorice specifice, deoarece se desfășoară în cadrul unei anumite formațiuni socio-economice.

## Acordarea și finanțarea
Ajutorul social este asigurat de guvern sau de agențiile acestuia, de organizații private sau de o combinație a celor două. Finanțarea pentru ajutorul social vine, de obicei, din veniturile administrației publice, dar atunci când este vorba de organizații de caritate sau de ONG-uri, pot fi utilizate și donații. Unele țări administrează programe de bunăstare a transferurilor de numerar condiționate, în care plata este condiționată de comportamentul destinatarilor.

## În România
Conform ordonanței de urgență 416/2001, familiile și persoanele singure ale căror venituri se situează sub nivelul lunar al venitului minim garantat (VMG), au dreptul la ajutor social.
În octombrie 2016, a fost promulgată legea referitoare la venitul minim de incluziune, prin care se prevede acordarea unui 'beneficiu de asistență socială' familiilor și persoanelor singure aflate în dificultate.

## Securitatea socială
Subiectul securității sociale este tipul de relații sociale, care sunt împărțite în trei grupe:
1. Primul grup este relația privind plățile în numerar, inclusiv diverse pensii, beneficii și compensații
2. Al doilea grup sunt relațiile privind îngrijirea medicală, tratamentul, tratamentul socio-cultural, îngrijirea persoanelor cu dizabilități și persoanele în vârstă de pensionare
3. Al treilea grup sunt relații procedurale (în legătură cu forma juridică stabilită, baza pentru apariția, schimbarea și încetarea relațiilor de securitate socială).

## Critică
Transferurile de venituri pot fi fie condiționate, fie necondiționate. Condițiile sunt uneori criticate ca fiind paternaliste și inutile.
Programele actuale au fost construite pe termen scurt, mai degrabă decât ca instituții permanente, iar multe dintre ele au o perioadă scurtă de timp (aproximativ cinci ani). Unele programe au cadre temporale care reflectă finanțarea disponibilă. Un exemplu este Bonosol din Bolivia, care este finanțat din veniturile din privatizarea utilităților - o sursă de finanțare nesustenabilă. Unii văd programele de asistență socială din America Latină ca o modalitate de a compensa nivelurile ridicate de sărăcie și inegalități, parțial aduse de sistemul economic actual.
Unii adversari ai bunăstării susțin că afectează stimulentele de muncă. Ei susțin, de asemenea, că impozitele percepute pot afecta, de asemenea, stimulentele pentru muncă. Un bun exemplu ar fi reforma programului "Ajutor pentru familii cu copii dependenți" (AFDC). Per AFDC, este garantată o anumită sumă per beneficiar. Cu toate acestea, pentru fiecare dolar pe care îl primește beneficiarul, indemnizația lunară este redusă cu o sumă echivalentă. Pentru majoritatea persoanelor, acest lucru reduce motivația lor de a lucra. Acest program a fost înlocuit de ajutorul temporar pentru familiile cu nevoi speciale (TANF). În cadrul TANF, oamenii au fost obligați să caute în mod activ un loc de muncă în timp ce primeau ajutor și au putut primi ajutor doar pentru o perioadă limitată de timp. Cu toate acestea, statele pot alege cantitatea de resurse pe care o vor dedica programului.